# Luis Landriscina
Luis Landriscina, nombre artístico de Luigi Landriscina (Colonia Baranda, Chaco; 19 de diciembre de 1935), es un actor, cuentista y humorista argentino, famoso por su estilo narrativo y su humor basado en los usos y costumbres regionales del país y del Río de la Plata. Incursionó en cine, teatro, televisión y radio.
Multifacético, también incursionó en otras de sus pasiones, el automovilismo y los viajes.

## Biografía
Luis Landriscina, séptimo de ocho hermanos, es hijo de Luigi Landriscina, agricultor, y Filomena Curci, quienes tras casarse emigran desde Italia hacia Argentina (primero el padre, porque la madre estaba embarazada de Isabel). Ella arriba con Pascual, de dos años, e Isabel, de diez meses. Posteriormente Rosa nace en Lanús. Los cinco parten para Chaco y Clara nace al llegar.
Tenía 22 meses de edad cuando muere su madre al dar a luz a su hermano Nicolás, tras lo cual pasa a ser criado por sus padrinos, Margarita Martínez y Santiago Rodríguez. Por este motivo, desde entonces comienza a residir en Villa Ángela, donde inicia y finaliza la escuela primaria. Ya de joven se destaca por su habilidad como narrador de historias populares y costumbristas, siempre con una pincelada de buen humor. 
Posteriormente, se muda a Resistencia, capital de la provincia. Allí comienza a trabajar reparando electrodomésticos, pero luego de un tiempo termina regresando a su anterior localidad, para desempeñar esa labor allí.
Si bien Luis no nació en Villa Ángela siente como si lo hubiese hecho y tiene un arraigo muy profundo hacia ella, ya que allí es donde se crio y pasó su infancia. También allí es donde están sepultados sus padres y demás familiares. Según el confiesa, es "su lugar en el mundo".
En 1962 contrae matrimonio con Guadalupe Mancebo y ese mismo año nace su primer hijo, Gerardo Dino. 
En 1964, forma parte de la delegación de la provincia del Chaco en el Festival de Cosquín, donde recibe el premio Revelación como cuentista y recitador. Este logro fue el inicio de su carrera artística, que le ha valido reconocimiento nacional e internacional. 
En 1966, se instala en la ciudad de Santa Fe para participar, junto a un gran elenco, del programa de inauguración de Canal Trece de Santa Fe. Esto le significa al poco tiempo realizar en sus estudios un programa dominical llamado De todo con Landriscina, que tuvo mucho éxito en el litoral argentino. Ese año, en Santa Fe, también nace su segundo hijo, Fabio Adrián, y a partir de 1967, se radica en Buenos Aires.
Actualmente reside en Santa Ana, un tranquilo balneario del departamento de Colonia, en Uruguay.
Su poema "Casi gringo" es un resumen autobiográfico pleno de sentimientos:

"Yo soy del Chaco argentino,
nacido en esta región,
soy tan hijo de esta tierra
que me siento emparentado
al quebracho colorado
y al capullo de algodón.(...)"
Luis Landriscina, "Casi gringo", del libro De todo como en galpón (1994)

Quizá uno de los aspectos más perdurables del arte de Luis Landriscina ha sido su interpretación del personaje Don Verídico, creado en 1962 por el libretista y humorista uruguayo Julio César Castro ("Juceca").
"Juceca" escribió varios libros de cuentos con Don Verídico, que a través de presentaciones en vivo, televisión, teatro y cine convirtió al personaje rural en uno de los más famosos exponentes del humor simple, desconfiado y emotivo; y también escribió otros libretos que Landriscina supo contar durante casi 25 años.

## Obras

### Filmografía
- Joven viuda y estanciera (1970), con Lolita Torres y Jorge Barreiro. Dirección: Julio Saraceni. Apta para todo público, 90 minutos.
- La gran ruta (1971), con Luis Brandoni, Mimí Pons y Juan Carlos Dual. Dirección: Fernando Ayala. Prohibida a menores de 18 años, 90 minutos.
- ¿De quiénes son las mujeres? (1972), con Susana Brunetti y Mabel Manzotti. Dirección: Catrano Catrani. Prohibida a menores de 18 años, 90 minutos
- Argentinísima II (1973), con un amplio elenco de músicos y cantantes, entre ellos: Ginamaría Hidalgo, Edmundo Rivero, Los Fronterizos, Eduardo Falú, Jaime Dávalos, Raúl Barboza, Domingo Cura, Los Andariegos, El Chúcaro, Norma Viola, Carlos Torres Vila, Hernán Figueroa Reyes, Hermanos Dávila, Ariel Ramírez, Jaime Torres, Los del Suquía, Ramona Galarza, Julia Elena Dávalos, Atahualpa Yupanqui y Carlos Di Fulvio. Dirección: Fernando Ayala y Héctor Olivera. Apta para todo público, 101 minutos.
- El casamiento de Laucha (1977), con Luis Sandrini, Malvina Pastorino, Osvaldo Terranova y Pedro Quartucci. Dirección: Enrique Dawi y Emilio Villalba Welsh, según la novela homónima de Roberto J. Payró, 102 minutos
- La fiesta de todos (1978), con Luis Sandrini y Juan Carlos Calabró. Dirección: Sergio Renán. Apta para todo público, 90 minutos.
- Millonarios a la fuerza (1979), con Luis Landriscina, Mario Sánchez, Elena Lucena y Adolfo Linvel. Director: Enrique Dawi. Apta para todo público, 93 minutos.
- Mire que es lindo mi país (1981), con Atahualpa Yupanqui, Ariel Ramírez, Eduardo Falú y Los Chalchaleros. Dirección: Rubén Cavallotti. Apta para todo público, 90 minutos
- Sapucay, mi pueblo (1997), con Fernando Siro, Ricardo Bauleo y Celeste García Satur. Dirección: Fernando Siro. Apta para todo público, 94 minutos.

### Televisión
- 1970 - Mano a mano con el país (Canal 13)
- 1971 - Usted y Landriscina (Canal 7)
- El boliche de Landriscina (Canal 7)
- Historias de no sé dónde (Canal 13)
- 1977 - Estancia Las Batarazas (Canal 13)
- 1978 - Landriscina con todos (Canal 13)
- 1979 - Landriscina con todo el país (Canal 13)
- 1981 - Landriscina de entrecasa (ATC)
- 1985 - De todo con Landriscina (Canal 13)
- 1986 - El país de Landriscina (ATC)
- 1992 - La estación de Landriscina (Telefé)
- 1996 - Mano a mano con el campo (ATC y Canal Rural)
- 2002 - Almacén de campo (Canal 7)

### Discografía
- 1970 - Mateando con Landriscina - PHILIPS
- 1972 - Landriscina por Landriscina - PHILIPS
- 1980 - El humor de mi país - PHILIPS
- 1973 - Contata criolla ('cOpas 22 y Yo 23) - PHILIPS
- 1974 - Landriscina actúa para usted - PHILIPS
- 1974 - Regular, pero sincero - PHILIPS
- 1974 - Contata criolla - Concierto para sonreír (Segundo movimiento) - PHILIPS
- 1975 - Del Chaco a América del Norte - PHILIPS
- 1975 - Contata criolla - Concierto con gente y todo (Tercer movimiento) - PHILIPS
- 1976 - Contata criolla - Concierto en solo de mate amargo (Quinto movimiento) - PHILIPS
- 1976 - Contata de dos orillas - PHILIPS
- 1978 - Fiesta argentina - Los Campeones (junto a Yiyo Arangio) - PHILIPS
- 1978 - Contata para las fiestas - PHILIPS
- 1979 - De entrecasa (junto a Los 4 de Córdoba) - PHILIPS
- 1981 - Mano a mano con el país - Philips
- 1982 - Mano a mano con el país Vol. 2 - PHILIPS
- 1982 - A reírse de lo lindo con Luis Landriscina - MERCURIO
- 1983 - Mano a mano con el país Vol. 3
- 1984 - Mano a mano con el país Vol. 4
- 1985 - Mano a mano con el país Vol. 5
- 1986 - Landriscina en los festivales
- 1987 - Aquí me pongo a contar - POLYGRAM DISCOS S.A.
- 1987 - Lo que sobra no se tira - PHILIPS
- 1989 - Poesías - PHILIPS
- 1989 - Bodas de plata con el humor - PHILIPS
- 1990 - Es mundial - POLYGRAM DISCOS S.A.
- 1993 - El candidato para sonreír
- 1992 - Contador Público Nacional
- 1994 - 30 años de sonrisas - POLYGRAM DISCOS S.A.
- 1995 - Venga... y le cuento - POLYGRAM DISCOS S.A.
- 1996 - Campeón del humor - POLYGRAM DISCOS S.A.
- 1997 - Luis Landriscina - Antonio Tarragó Ros CD Nro. 1 - EDITORIAL ATLÁNTIDA S.A.
- 1999 - Contando cuentos - UNIVERSAL
- 1999 - Luis Landriscina cuenta la Ley Federal de Educación - Ministerio de Cultura y Educación de la Nación
- 2000 - Muchos kilómetros de humor - UNIVERSAL
- 2003 - El chiste no es cuento - POL
- 2008 - Colour Collection - UNIVERSAL

## Premios y reconocimientos
- Prensario.[4]
- Premio Konex en 1981 en el rubro «actor cómico».[4]
- Santa Clara de Asís.[4]
- Estrella de Mar.[4]
- Broadcasting.
- Orden del Quebracho del Chaco en 1975.[5]
- Martín Fierro
- Camín Cosquín
- Premio San Gabriel, otorgado por la Comisión Episcopal de Comunicación Social.[6]
- Círculo de Plata.
- Homenaje del Senado Argentino
- Doctor honoris causa, otorgado por la Universidad Nacional del Nordeste.[7]
- Martín Fierro de radio a la trayectoria en 2016.[8]
- Maestro Difusor de las Culturas Regionales, título otorgado por la Universidad de Concepción del Uruguay en 2014.[9]
- La Cámara de Diputados de la Provincia del Chaco estableció el 19 de diciembre, fecha de su nacimiento, como el Día del Narrador Oral Chaqueño.[10]

## Landriscina y el automovilismo
Otra de las pasiones que ha cultivado Landriscina es el automovilismo. Debutó como piloto de carreras ruteras en 1974 en la "Vuelta de la Manzana", conduciendo un Fiat 128, y llevando como navegante a Urbano "Ronco" García. Abandonó en la segunda etapa, tras un accidente sin consecuencias en la montaña. En esos años (hasta 1976 inclusive), siguió compitiendo en algunas carreras ruteras más con el mismo auto.
Tras un largo paréntesis, retornó al automovilismo en 1984 en el "Rally de la Provincia de Buenos Aires" con un Peugeot 504, navegado por su hijo Dino, abandonando por problemas mecánicos. Luego compitió en el "Rally de Argentina", con puntaje por el Campeonato Mundial de la especialidad, donde esta vez hizo de navegante de su hijo. En esta carrera debió abandonar a raíz de un accidente en la segunda etapa en Candonga (Córdoba), cuando su Peugeot 504 se desbarrancó cuatro metros. Landriscina sufrió el aplastamiento de la cuarta vértebra cervical y su hijo salió ileso del accidente.
El 18 de noviembre de 2023, a los 87 años, Landriscina volvió a competir en las «100 vueltas de Buenos Aires», evento llevado a cabo en el autódromo Oscar y Juan Gálvez.